# Zane Grey

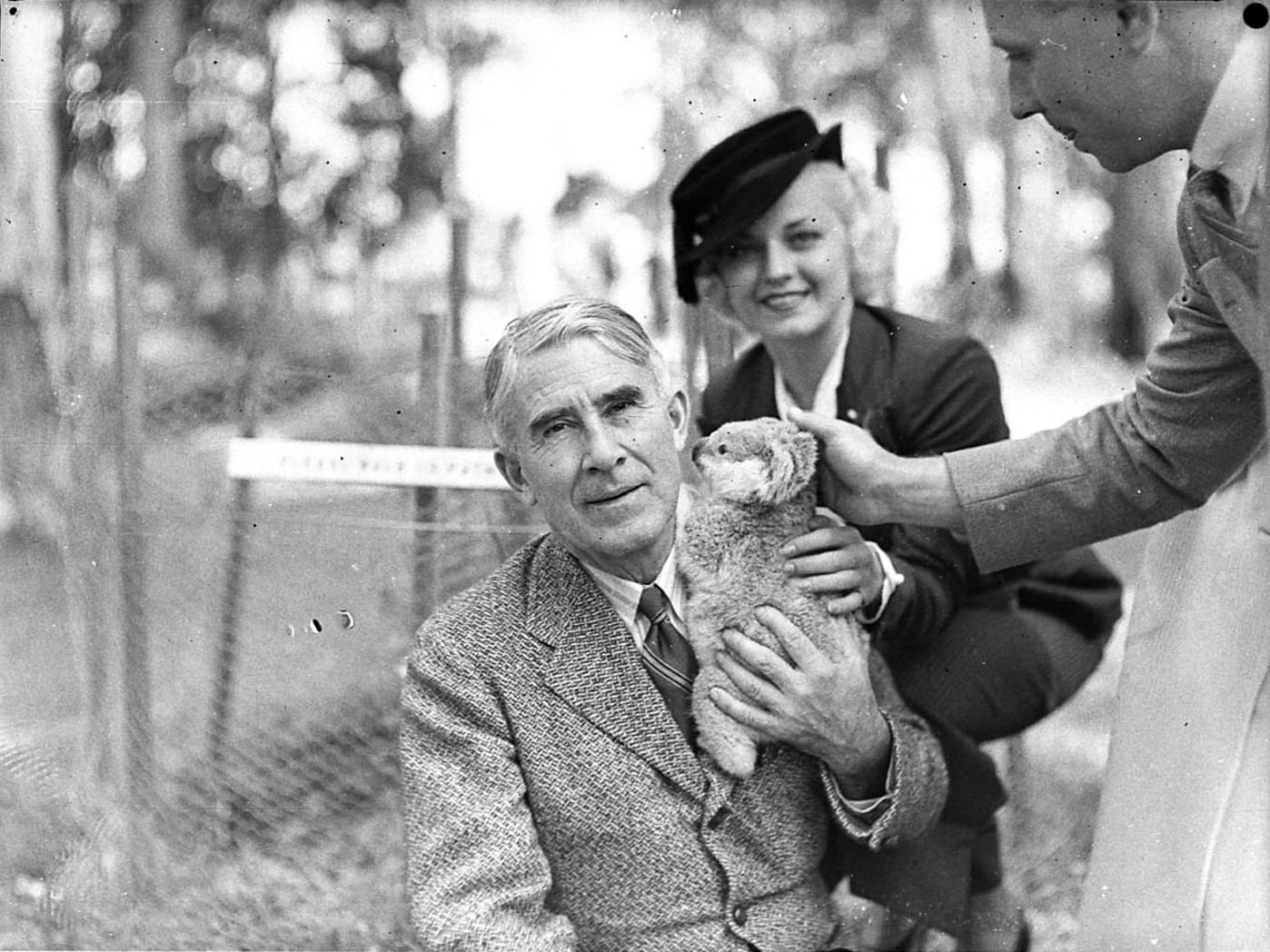
Zane Grey

Zane Grey (n. 31 ianuarie 1872, Zanesville⁠(d), Ohio, SUA – d. 23 octombrie 1939, Altadena⁠(d), Comitatul Los Angeles, California, SUA) a fost un scriitor american foarte cunoscut pentru romanele sale populare de aventuri și alte povestiri care prezintă o imagine idealizată a Vechiului Vest American. Riders of the Purple Sage (1912) este cartea sa cea mai bine vândută. În 2007, 110 filme, un episod TV și serialul Dick Powell's Zane Grey Theater au fost create pe baza romanelor și povestirilor sale.

## Cărți

### Publicate în timpul vieții

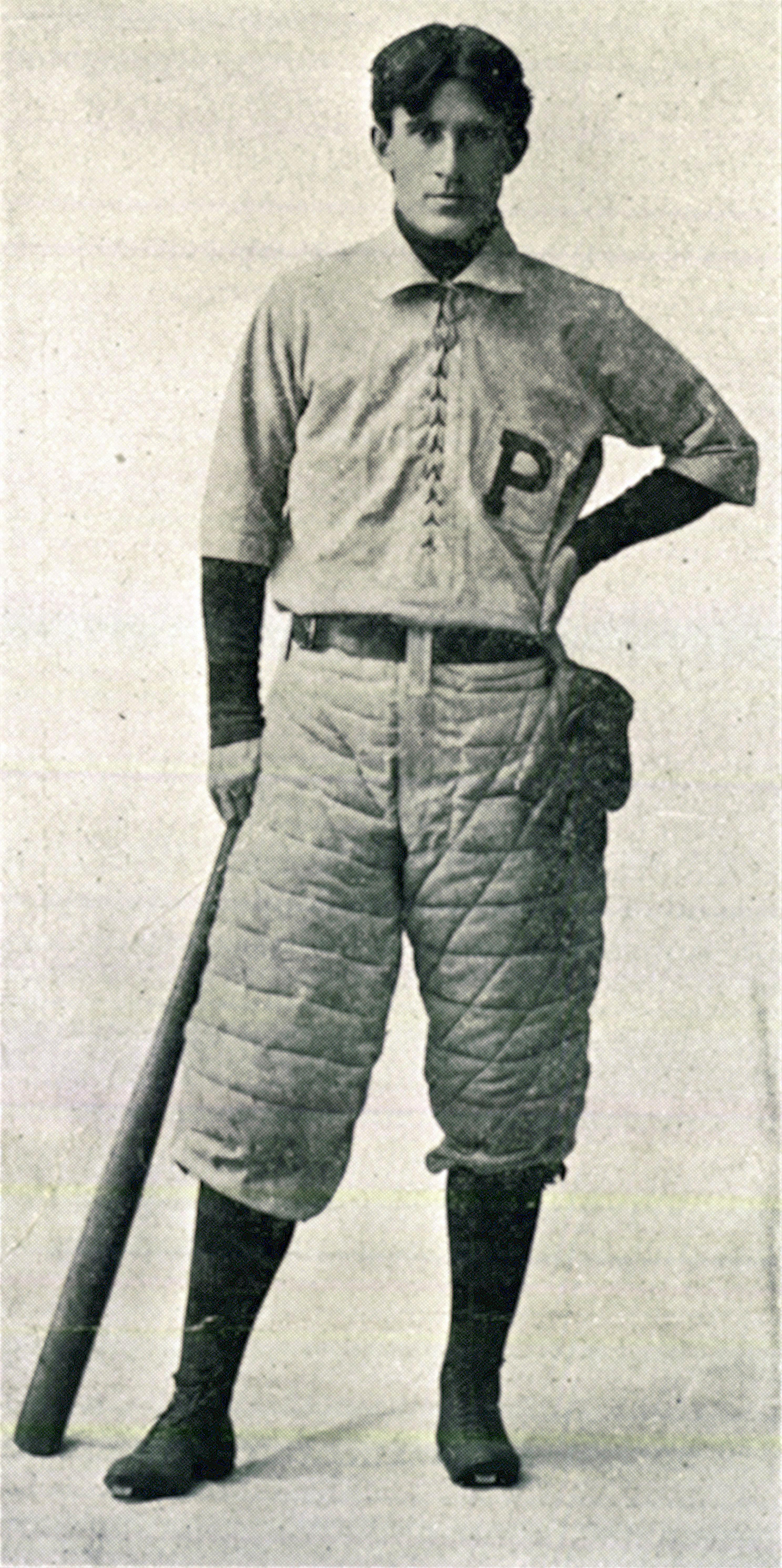
Zane Grey în 1895

| An   | Titlu                                             | Gen și note                                               |
| ---- | ------------------------------------------------- | --------------------------------------------------------- |
| 1903 | Betty Zane                                        | Ohio Valley                                               |
| 1906 | Spirit of the Border                              | Ohio Valley; Continuare a cărții Betty Zane               |
| 1908 | The Last of the Plainsmen                         | Western; Inspirată din viața lui Charles "Buffalo" Jones  |
| 1909 | The Last Trail                                    | Western; Continuare a cărții Spirit of the Border         |
| 1909 | The ShortStop                                     | Baseball                                                  |
| 1910 | The Heritage of the Desert                        | Western                                                   |
| 1910 | The Young Forester                                | Western                                                   |
| 1911 | The Young Pitcher                                 | Baseball                                                  |
| 1911 | The Young Lion Hunter                             | Western                                                   |
| 1912 | Riders of the Purple Sage                         | Western                                                   |
| 1912 | Ken Ward in the Jungle                            | Western                                                   |
| 1913 | Desert Gold                                       | Western                                                   |
| 1914 | The Light of Western Stars                        | Western                                                   |
| 1915 | The Lone Star Ranger                              | Western; versiune prescurtată a Last of the Duanes (1996) |
| 1915 | The Rainbow Trail                                 | Western; Continuare a cărții Riders of the Purple Sage    |
| 1916 | The Border Legion                                 | Western                                                   |
| 1917 | Wildfire                                          | Western                                                   |
| 1918 | The UP Trail                                      | Western                                                   |
| 1919 | The Desert of Wheat                               | Western                                                   |
| 1919 | Tales of Fishes                                   | Non-Ficțiune / Pescuit                                    |
| 1920 | The Man of the Forest                             | Western                                                   |
| 1920 | The Redheaded Outfield and other Baseball Stories | Baseball                                                  |
| 1921 | The Mysterious Rider                              | Western                                                   |
| 1921 | To the Last Man                                   | versiune prescurtată a Tonto Basin (2004)                 |
| 1922 | The Day of the Beast                              | Post-WWI novel                                            |
| 1922 | Tales of Lonely Trails                            | Adventuri, non-ficțiune                                   |
| 1923 | Wanderer of the Wasteland                         | Western                                                   |
| 1923 | Tappan's Burro                                    | Western                                                   |
| 1924 | Call of the Canyon                                | Western                                                   |
| 1924 | Roping Lions in the Grand Canyon                  | Adventure, non-ficțiune                                   |
| 1924 | Tales of Southern Rivers                          | Non-ficțiune / pescuit                                    |
| 1925 | The Thundering Herd                               | Western                                                   |
| 1925 | The Vanishing American                            | Western                                                   |
| 1925 | Tales of Fishing Virgin Seas                      | Non-ficțiune/ pescuit                                     |
| 1926 | Under the Tonto Rim                               | Western                                                   |
| 1926 | Tales of the Angler's Eldorado, New Zealand       | Non-ficțiune / pescuit                                    |
| 1927 | Forlorn River                                     | Western                                                   |
| 1927 | Tales of Swordfish and Tuna                       | Non-Fiction/pescuit                                       |
| 1928 | Nevada                                            | Western; Continuare a cărții Forlorn River                |
| 1928 | Wild Horse Mesa                                   | Western                                                   |
| 1928 | Don, the Story of a Lion Dog                      | Western                                                   |
| 1928 | Tales of Fresh Water Fishing                      | Non-Fiction / Fishing                                     |
| 1929 | Fighting Caravans                                 | Western                                                   |
| 1929 | Stairs of Sand                                    | Western                                                   |
| 1930 | The Wolf Tracker                                  | Western                                                   |
| 1930 | The Shepherd of Guadaloupe                        | Western                                                   |
| 1931 | Sunset Pass                                       | Western                                                   |
| 1931 | Tales of Tahitian Waters                          | Non-ficțiune / pescuit                                    |
| 1931 | Book of Camps and Trails                          | Non-Fiction Partial re-print of "Tales of Lonley Trails"  |
| 1932 | Arizona Ames                                      | Western                                                   |
| 1932 | Robbers' Roost                                    | Western                                                   |
| 1933 | The Drift Fence                                   | Western                                                   |
| 1933 | The Hash Knife Outfit                             | Western; Continuare a cărții The Drift Fence              |
| 1934 | The Code of the West                              | Western                                                   |
| 1935 | Thunder Mountain                                  | Western                                                   |
| 1935 | The Trail Driver                                  | Western                                                   |
| 1936 | The Lost Wagon Train                              | Western                                                   |
| 1937 | West of the Pecos                                 | Western                                                   |
| 1937 | An American Angler in Australia                   | Non-ficțiune / pescuit                                    |
| 1938 | Raiders of Spanish Peaks                          | Western                                                   |
| 1939 | Western Union                                     | Western                                                   |
| 1939 | Knights of the Range                              | Western                                                   |

### Publicate postum
| An   | Titlu                               | Gen și note                                                           |  |
| ---- | ----------------------------------- | --------------------------------------------------------------------- |  |
| 1940 | Thirty thousand on the Hoof         | Western                                                               |  |
| 1940 | Twin Sombreros                      | Western: Continuare a cărții Knights of the Range                     |  |
| 1942 | Majesty’s Rancho                    | Western; Continuare a cărții Light of Western Stars                   |  |
| 1943 | Omnibus                             | Western                                                               |  |
| 1943 | Stairs of Sand                      | Western—Continuare a cărții Wanderer of the Wasteland                 |  |
| 1944 | The Wilderness Trek                 | Western                                                               |  |
| 1946 | Shadow on the Trail                 | Western                                                               |  |
| 1947 | Valley of Wild Horses               | Western                                                               |  |
| 1948 | Rogue River Feud                    | Western                                                               |  |
| 1949 | The Deer Stalker                    | Western                                                               |  |
| 1950 | The Maverick Queen                  | Western                                                               |  |
| 1951 | The Dude Ranger                     | Western                                                               |  |
| 1952 | Captives of the Desert              | Western                                                               |  |
| 1952 | Adventures in Fishing               |                                                                       |  |
| 1953 | Wyoming                             | Western                                                               |  |
| 1954 | Lost Pueblo                         | Western                                                               |  |
| 1955 | Black Mesa                          | Western                                                               |  |
| 1956 | Stranger from the Tonto             | Western                                                               |  |
| 1957 | The Fugitive Trail                  | Western                                                               |  |
| 1958 | Arizona Clan                        | Western                                                               |  |
| 1959 | Horse Heaven Hill                   | Western                                                               |  |
| 1960 | The Ranger and other Stories        |                                                                       |  |
| 1961 | Blue Feather and other Stories      |                                                                       |  |
| 1963 | Boulder Dam                         |                                                                       |  |
| 1974 | The Adventures of Finspot           |                                                                       |  |
| 1975 | Zane Grey's Greatest Indian Stories | include sfârșitul original al The Vanishing American (1925)           |  |
| 1977 | The Reef Girl                       |                                                                       |  |
| 1978 | Tales from a Fisherman’s Log        |                                                                       |  |
| 1979 | The Camp Robber and other Stories   |                                                                       |  |
| 1981 | The Lord of Lackawaxen Creek        |                                                                       |  |
| 1994 | George Washington, Frontiersman     | ficțiune istorică                                                     |  |
| 1996 | Last of the Duanes                  | western; versiune neprescurtată a The Lone Star Ranger (1915)         |  |
| 2003 | The Desert Crucible                 | western; versiune neprescurtată a The Rainbow Trail (1915)            |  |
| 2004 | Tonto Basin                         | western; versiune neprescurtată a To the Last Man (1921)              |  |
| 2007 | Shower of Gold                      | western; versiune neprescurtată a Desert Gold (1915)                  |  |
| 2007 | The Zane Grey Frontier Trilogy      | include Betty Zane, The Last Trail șiThe Spirit of the Border         |  |
| 2008 | Western Legends                     | include To the Last Man, The Mysterious Rider și The Lone Star Ranger |  |
| 2008 | The Great Trek                      | Versiunea integrală a filmului The Wilderness Trek (1944)             |  |
| 2009 | Tales Of The Gladiator              |                                                                       |  |